# Калп (веданга)
Кальпа, або Калп — допоміжна частина  Вед, одна з шести  веданг, основною темою якої є ритуалознавство. Індуїстська традиція не виділяє якогось особливого тексту цього розділу веданги. Однак, для різних категорій ведичних жерців було написано велику кількість збірників сутр присвячених ритуалу. Ті з них, які збереглися до наших днів, займають особливе місце серед писемних пам'яток періоду сутр. Існує два роди Калп-сутр, або посібників для проведення ведичних ритуалів: Шраута-сутри, засновані на шруті і присвячені проведенню великих жертвоприношень, що вимагають від трьох до п'яти вогнів; і Смарта-сутри, або правила, засновані на традиції смріті. До Смарта-сутра належать дві інші категорії текстів: гріхи-сутри, що містять пояснення побутових ритуалів (весілля, народження дитини тощо); і  Дхарма-сутри  , в яких пояснюються соціальні звичаї та обов'язки, і які є основними джерелами індуїстського права. Частиною Шраута-сутр «Яджур-веди» є так звані «Шулба-сутри», в яких пояснюються способи вимірювання за допомогою мотузок, правила створення кумирів божеств і спорудження різного роду вівтарів для проведення жертвоприношень. У цих трактатах міститься найраніша інформація про геометрію в Стародавній Індії. До сутр примикає велика кількість допоміжних навколоведичних текстів, які прийнято називати Парішішта.

## Калп-сутри і їх співвідношення з Ведами
| Веда              | Шраута-сутри | Гріх-сутри | Дхарма-сутри                                  | Шульба-сутри                                                   |   |
| ----------------- | --- | --- | --------------------------------------------- | -------------------------------------------------------------- | - |
| Ріґ-веда          | Ашвалаяна-шраутасутра Шанкхаяна-шраутасутра | Ашвалаяна-гріхьясутра Каушітакі-гріхьясутра Шанкхаяна-гріхьясутра |                                               | Васиштха-дхармасутрах                                          |   |
| Крішна Яджур-веда | Баудхаяна-шраутасутра Вадхула-шраутасутра Манаві-шраутасутра Бхарадваджа-шраутасутра Апастамба-шраутасутра Хіраньякеші-шраутасутра Вараха-шраутасутра Вайкханаса-шраутасутра | Баудхаяна-гріхьясутра Хіраньякеші-гріхьясутра (Сатьясадха-гріхьясутра) Манаві-гріхьясутра Бхарадваджа-гріхьясутра Апастамба-гріхьясутра Агнівешья-гріхьясутра Вайкханаса-гріхьясутра Катхак-гріхьясутра (Лаугакші-гріхьясутра) Вараха-гріхьясутра Вадхула-гріхьясутра Капістхала-Катха-гріхьясутра | Баудхаяна-дхармасутрах Апастамба-дхармасутрах | Баудхаяна-шульбасутра Манаві-шульбасутра Апастамба-шульбасутра | - |
| Шукла Яджур-веда  | Катьяяна-шраутасутра | Катьяяна-гріхьясутра Параскара-гріхьясутра |                                               | Катьяяна-шульбасутра                                           |   |
| Сама-веда         | Латьяяна-шраутасутра Драхьяяна-шраутасутра Джайміні-шраутасутра | Гобхіла-гріхьясутра Кхадіра-гріхьясутра (Драхьяяна-гріхьясутра) Джайміні-гріхьясутра Каутхума-гріхьясутра | Гаутама-дхармасутрах                          |                                                                | - |
| Атхарва-веда      | Вайтана-шраутасутра | Каушик-гріхьясутра |                                               |                                                                |   |